# Августовский канал
Августо́вский кана́л — судоходный канал в Подляском воеводстве Польши и в Гродненской области Беларуси, соединяет реки Вислу и Неман (через реки Бебжу, Нетту и Чёрную Ганьчу), памятник гидротехнического зодчества, является кандидатом в список Всемирного наследия ЮНЕСКО.
Длина 101,2 км, в том числе 22 км на территории Беларуси, около 79 км на территории Польши. Включает ряд шлюзов и разводных мостов.

## История строительства

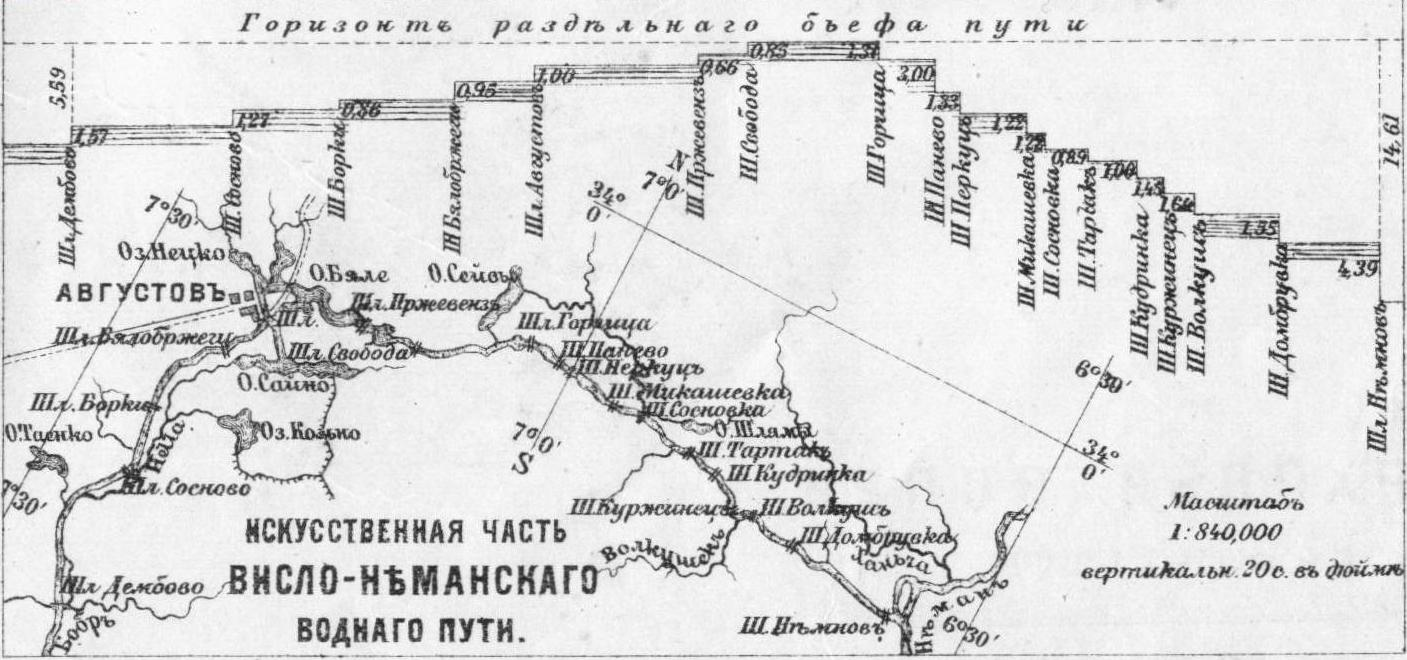

Канал был построен по политико-экономическим причинам. Проект канала принадлежит польскому государственному деятелю, министру польской экономики, князю Франциску-Ксаверию Друцкому-Любецкому (1779—1846). В 1821 году Пруссия в одностороннем порядке ввела запретительные таможенные пошлины на транзит польских и литовских товаров через свою территорию, практически заблокировав доступ к морю торговцам. Появилась острая необходимость транспортного коридора в обход прусской территории из центра Польского царства (в составе Российской империи) к российским портам в Курляндии. В 1824 году проект канала общей длиной в 395 км был представлен императору Александру I, который в том же году его одобрил.
Первым руководителем строительства был полковник Игнатий Прондзинский (1792—1850). В 1826 году он был арестован из-за нелояльности, а впоследствии занимал высокий пост у польских революционеров после «ноябрьского восстания». Основные работы между тем были закончены к 1830 году. Во время польской революции (1830—1831) вплоть до её подавления работы не велись. Заканчивал строительство инженер Теодор Урбанский. На строительстве работало более 7000 рабочих под руководством генерала Малле де Гранвилля и полковника Россмана. Открытие канала состоялось в 1839 году. На канале было возведено 18 шлюзов, множество плотин и мостов.
Последняя часть канала («Виндавская»), которая должна была бы соединить новый торговый путь с курляндским портом Виндава (ныне латвийский Вентспилс), не была построена — способствовало этому Польское восстание 1830 года («ноябрьское»). А главное — с 1837 года в России стали строиться железные дороги, и от продолжения строительства отказались. Законченная часть канала сохранила значение внутреннего водного пути, служащего для коммерческого судоходства и транспортировки древесины из Вислы в Неман и обратно. По каналу ходили деревянные баржи «берлины», против течения их вели по «тягловым» дорогам либо с помощью конной упряжки, либо (крайне редко) баржу тянули бурлаки.

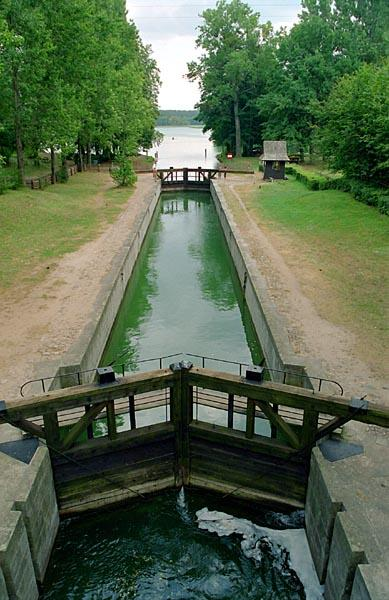
Августовский канал в Польше

Между мировыми войнами канал впервые стал туристическим объектом. На шлюзе Домбровка ежегодно с большим размахом проходил так называемый «Праздник моря». По маршруту Гродно — Августов — Гродно регулярно курсировали два пассажирских колёсных парохода. Вдоль Канала пролегал престижный туристический маршрут, обеспечиваемый превосходными условиями для плавания на лодках и байдарках. Во время боевых действий Второй мировой войны гидротехнические сооружения белорусской части канала были сильно повреждены. Полностью разрушен распределительный шлюз Черток (53°52′13″ с. ш. 23°40′17″ в. д.). Отступая, немецкие войска взорвали 3 шлюза, 8 плотин и несколько мостов. После войны польская часть канала была восстановлена и использовалась в туристических целях; белорусская часть оставалась в запустении. В 2004—2006 годах были проведены реставрационные работы и на белорусской части Августовского канала.
В 2005 году на канале был открыт международный пункт пропуска через границу только для путешественников на лодках и байдарках «Лесная—Рудовка». В октябре 2008 года пограничные власти Польши и Белоруссии договорились о скорейшем открытии этого погранперехода также для пешеходов и велосипедистов.
Он стал первым искусственным водным путём в Европе, связывающим напрямую две большие реки — Вислу и Неман — и обеспечивал связь с Чёрным морем на юге через Огинский канал, Днепр, Березинскую водную систему и Двину.

## География
Канал построен по постледниковым геологическим опусканиям и нескольким долинам. Он прошёл по цепочке Августовских озёр и соединяющих их рек. Площадь водосборного бассейна — 82,67 км² (в Польше — 74,25 км², в Белоруссии — 8,42 км²).

## Туризм
Развитие туризма на Августовском канале началось в 1920—1930-е годы. Однако из-за Второй мировой войны и необходимости восстанавливать взорванные шлюзы туристическая деятельность на канале была свёрнута. Возрождение туристической жизни на Августовском канале состоялось только в конце XX века. Причём можно говорить об активизации сразу нескольких видов туризма — экологического, экскурсионного, спортивного.
Канал соединяет 7 естественных озёр: Нецко, Бяле, Студзеничне, Орле, Панево, Кшиве и Микашево и 11 рек: Бебжа, Нетта, Чёрная Ганча, Клёновница, Пласка (она же Суха-Жечка, она же Сервянка, она же Панювка), Микашувка, Перкуця, Шлямица, Волкушанка, Осташанка и Неман. Естественные водоёмы соединены гидротехническими сооружениями со шлюзами и водосливными плотинами, включающими служебные сооружения, дороги и мосты. Резервное водное питание обеспечено из-за пределов буферной зоны водой озёр Сайно, Сервы и Вигры, которые расположены в пределах охраняемой зоны. 6 исторических шлюзов, Пшевензь, Панево, Перкуць, Соснувек, Тартак и Кудрынки, легко доступны по лесной тропе для велосипедистов и пеших туристов.
Канал предлагает туристам различные возможности. Непревзойденные красоты отличаются девственной чистотой природных ландшафтов хвойного леса и озёр, особенно в Польше около рек Бебжа и Нетта и заполняют первобытный Августовский лес от запада до востока. Большинство туристов предпочитают путешествовать вдоль канала на байдарках, каноэ, моторках и ловить рыбу.
Туристам, отправляющимся на Августовский канал с белорусской стороны на своём автомобиле рекомендуется ориентироваться на шлюз Немново и деревню Соничи (близ Сопоцкин). К нему проще всего добраться следуя как из Гродно, так и из Минска.
Также возможно посетить часть канала и Августовские озера на прогулочном речном трамвайчике с польской территории. В Польше на канале расположен город Августов.
Для посещения белорусской части Августовского канала гражданам России и Беларуси не требуется никаких разрешений: его русло и расположенные по берегам деревни Сопоцкинского сельсовета Гродненского района Гродненской области (Дмисевичи, Немново, Соничи, Черток, Тартак, Рынковцы, Усово и Лесная с пунктом пропуска через границу) не включены в пограничную зону Беларуси.
С осени 2016 года Указом Президента Республики Беларусь гражданам нескольких десятков государств разрешается посещать территорию Августовского канала и прилегающие территории без виз по специальной туристской путёвке, приобретённой через Интернет не позднее, чем за 24 часа до въезда в Беларусь. Срок такого безвизового пребывания — не больше 5 дней.
|                                       |                                                                                        |                                   |
| Немново. Хорошо видны все три камеры. | Памятная табличка на стенах шлюза. На левом снимке можно разглядеть её местоположение. | Вид на самую нижнюю камеру шлюза. |

В белорусской части канала расположены три шлюза: Немново (самый большой, 3-камерный, длина трех камер 43,5 м), Домбровка и Валкушак и две плотины. По шлюзу Кужинец проходит белорусско-польская государственная граница, где с 2005 года работает упомянутый выше погранпереход.
|                      |                          |                                               |
| Главный пролёт шлюза | Вид на запирающие ворота | Памятная табличка на польском на уровне воды. |